# Gele salamanders
Gele salamanders (Eurycea) zijn een geslacht van salamanders uit de familie longloze salamanders (Plethodontidae). De groep werd voor het eerst wetenschappelijk beschreven door Constantine Samuel Rafinesque-Schmaltz in 1822.
Er zijn 28 soorten, inclusief de pas in 2014 beschreven soort Eurycea subfluvicola. Alle soorten komen voor in Noord-Amerika: de Verenigde Staten en Canada. Alle soorten leven zowel in het water als op het land. 
De naam gele salamanders is een verwijzing naar de overwegend geeloranje kleur, vooral aan de buikzijde.

## Taxonomie
Geslacht Eurycea
- Soort Eurycea aquatica
- Soort Eurycea bislineata – Tweestreepsalamander
- Soort Eurycea chamberlaini
- Soort Eurycea chisholmensis
- Soort Eurycea cirrigera
- Soort Eurycea guttolineata – Driestreepsalamander
- Soort Eurycea junaluska
- Soort Eurycea latitans
- Soort Eurycea longicauda
- Soort Eurycea lucifuga
- Soort Eurycea multiplicata
- Soort Eurycea nana
- Soort Eurycea naufragia
- Soort Eurycea neotenes
- Soort Eurycea pterophila
- Soort Eurycea quadridigitata
- Soort Eurycea rathbuni – Blinde salamander van Texas
- Soort Eurycea robusta
- Soort Eurycea sosorum
- Soort Eurycea spelaea
- Soort Eurycea subfluvicola
- Soort Eurycea tonkawae
- Soort Eurycea tridentifera
- Soort Eurycea troglodytes
- Soort Eurycea tynerensis
- Soort Eurycea wallacei
- Soort Eurycea waterlooensis
- Soort Eurycea wilderae